# Barbora Jánová
Barbora Jánová (* 18. srpna 1989 Benešov) je česká herečka, dramaturgyně a produkční. Věnuje se divadlu, televizním seriálům, filmům a reklamě.

## Život
Do svých 18 let vyrůstala ve Vlašimi, kde vystudovala ZŠ Vorlina. Navštěvovala Základní uměleckou školu Vlašim, kde působila v týmu Mažoretek ZUŠ Vlašim. Poté, co ji nepřijali ke studiu herectví na konzervatoři, vystudovala obchodní akademii se zaměřením na ekonomiku a podnikání. Následně po maturitě čtyři roky pracovala jako úřednice v Centru sociálních služeb v Praze. Zároveň dva roky studovala sociální a mediální komunikaci na Univerzitě J. A. Komenského, dělala asistentku režie v České televizi, koordinátorku festivalu Mental Power Prague Film Festival a spolupracovala i na festivalu Český Tučňák. Její tehdejší přítel Jiří Mádl ji ale přesvědčil, ať se přece jen věnuje herectví. V letech 2010–2013 tedy studovala na Vyšší odborné škole herecké v Praze a během studia založila s několika spolužáky divadelní soubor La'My, kde pět let působila jako principálka a produkční.
Od roku 2015 je dramaturgyní a produkční v umělecké skupině Díra na trhu, kterou založila spolu s hercem a muzikantem Williamem Valeriánem. Hostovala také v Divadle A. Dvořáka v Příbrami a v Divadle Aha! Herecké vzdělání si doplnila ve Workshop for screen acting and auditioning with Nancy Bishop (2014), Workshop Commedia dell'arte with Martina Krátká (2014) a Bernard Hiller – acting and success studio v Los Angeles (2016).
Kromě herectví a tance se věnuje zpěvu, hře na kytaru a začala chodit na bikram jógu.
Mezi lety 2020–2022 ztvárňovala roli Sylvy Popelkové v seriálu televize Prima Slunečná.
V roce 2022 soutěžila v reality show Survivor Česko & Slovensko, kde se umístila na 21. místě.

## Filmografie
| Rok  | Název                       | Role                                  | Poznámky                                              |
| ---- | --------------------------- | ------------------------------------- | ----------------------------------------------------- |
| 2010 | Vodník a Karolínka          | dívka v mlýně                         |                                                       |
| 2012 | Vánoční hvězda              | recepční v Liborově firmě             |                                                       |
| 2012 | Probudím se včera           | studentka Janečková                   |                                                       |
| 2012 | Mezi Světy                  | Bára                                  | studentský film                                       |
| 2012 | Hranice                     | Katka                                 |                                                       |
| 2012 | Setkání s hvězdou           | Ela                                   | televizní seriál, díl: Dagmar Havlová, povídka Tereza |
| 2012 | Ztracená brána              | moderátorka                           | televizní seriál                                      |
| 2013 | Doktoři z Počátků           | Kamila Voláková                       | televizní seriál                                      |
| 2013 | Sanitka 2                   | prodavačka                            | televizní seriál                                      |
| 2013 | Poslední šance              |                                       | studentský film                                       |
| 2013 | Prague                      | Amy                                   |                                                       |
| 2014 | Cirkus Bukowsky             | Hanka                                 | televizní seriál, díl: série 2 epizoda 3              |
| 2014 | Giant Business              | dívka č. 94 na castingu               |                                                       |
| 2015 | Ordinace v růžové zahradě 2 | MUDr. Barbora Nývltová                | televizní seriál                                      |
| 2017 | Labyrint                    | Kamila, Horácova milenka              | televizní seriál, díl: série 2 epizoda 5              |
| 2017 | Ohnivý kuře                 | Marilyn Dvorská                       | televizní seriál                                      |
| 2017 | Specialisté                 | Petra Michalská / falešná prostitutka | televizní seriál, díl: Krevní pouto                   |
| 2017 | You have the power to...    |                                       | studentský film                                       |
| 2017 | Don't Turn Me Off           | Mika - žena sledující horor           | krátkometrážní film                                   |
| 2018 | Polda                       | fyzioterapeutka Valchářová            | televizní seriál, díl: Do střehu!                     |
| 2018 | Modrý kód                   | doktorka na plicním                   | televizní seriál                                      |
| 2018 | Profesor T.                 | Helena Fišerová                       | televizní seriál, díl: Kolej Vltava                   |
| 2018 | Inspektor Max               | Marika                                | televizní seriál                                      |
| 2019 | Specialisté                 | Vanda Horová                          | televizní seriál, díl: Podlé motivy                   |
| 2019 | Noc v motelu Marion         | Gabriela                              |                                                       |
| 2020 | Slunečná                    | Sylva Popelková                       | televizní seriál                                      |
| 2020 | Po hlavě                    |                                       | televizní seriál                                      |
| 2022 | Survivor Česko a Slovensko  | sama sebe                             | televizní reality show                                |